# Kirby: Topi all'attacco
Kirby: Topi all'attacco, conosciuto originariamente in Giappone come Hoshi no Kirby: Sanjō! Dorotche dan (星のカービィ 参上! ドロッチェ団?, Hoshi no Kābī Sanjō! Dorotche Dan, lett. "Kirby delle stelle: Sono arrivati! La banda di Dorotch"), è un videogioco per Nintendo DS sviluppato da Flagship e HAL Laboratory, nono episodio della serie di Kirby. A differenza del predecessore Kirby: L'oscuro disegno, il gioco torna ad essere un platform a scorrimento e riprende lo stile grafico di Kirby e il labirinto degli specchi.

## Trama
È una bella giornata a Dream Land e Kirby sta passando il suo momento preferito della giornata: l'ora della merenda. Per questo momento si sta per mangiare una deliziosa fetta di torta alle fragole. È sul punto di mangiarla, quando all'improvviso un'ombra furtiva gli ruba la fetta di torta. Kirby, pensando sia stato il suo nemico King DeDeDe a rubargliela, si dirige al suo castello per recuperarla. Dopo aver sconfitto King DeDeDe, Kirby scopre che il re non c'entrava niente e scopre che i veri ladri sono gli Squeak, una banda di ladri roditori capitanati da Daroach.
Dopo aver viaggiato i vari mondi, Kirby riesce a sconfiggere Daroach e a recuperare lo scrigno con la torta; ma proprio quando pensa di riavere la sua adorata torta, arriva Meta Knight che ruba lo scrigno e scappa verso la sua corazzata Halberd. Kirby, dopo averlo sconfitto, è sul punto di aprire lo scrigno ma Daroach glielo sottrae e lo apre: nello scrigno non c'è la torta di Kirby ma c'è un demone malvagio di nome Dark Nebula. Meta Knight sapeva del segreto dello scrigno per questo lo aveva rubato. Kirby però riesce a sconfiggere Dark Nebula e a riportare la pace a Dream Land, ma purtroppo la fetta di torta di fragole di Kirby viene persa. Ma alla fine gli Squeak gli regalano un altro pezzo di torta identico per scusarsi per tutti i guai che gli hanno fatto passare e Kirby può finalmente cominciare a far merenda felice.

## Modalità di gioco
Come quasi tutti i giochi di Kirby, il protagonista può correre, fluttuare e risucchiare i nemici per copiare le abilità se ne hanno. è inoltre possibile conservare fino a 5 abilità o oggetti per poi utilizzarli utilizzando il Touch screen. Un'altra innovazione consiste nel poter combinare certe abilità: le abilità granata e spada possono essere combinate con le abilità fuoco (solo spada), ghiaccio e elettro. Ma questo è possibile solo dopo aver trovato le pergamene tecnica delle 2 abilità.
Tra le abilità ripescate dai giochi precedenti vi sono: Raggio, Granata, Cupido, Lama, Lottatore, Fuoco, Martello, Super K, Ghiaccio, Laser, Magia, Ninja, Parasole, Sonno, Elettro, Spada, Lancio, Tornado, U.F.O., e Ruota. Le nuove abilità introdotte in questo gioco sono: Animale, Bolla, Fantasma, Metallo, e l'abilità speciale finale Tripla Stella.
Altre importanti novità sono le pergamene della tecnica che permettono di far acquisire una nuova mossa ad una certa abilità. Ad esempio se le abilità Ruota e Tornado vengono usate su superfici di fuoco o ghiaccio assorbiranno gli elementi e diventeranno ancora più potenti. Oppure con l'abilità Magia se si preme il pulsante di attacco più a lungo si rinuncia all'abilità attivando la stessa roulette che usava la stessa abilità in Kirby e il labirinto degli specchi (in questo gioco l'abilità era monouso).
In ogni livello di gioco ci possono essere fino a 3 scrigni che contengono oggetti utili e indispensabili per il completamento del gioco tra cui anche le già citate pergamene della tecnica. Per poterli raccogliere è necessario però che ci sia spazio tra gli oggetti e per poter prendere il contenuto bisogna portarli alla fine del livello. Se per si raccoglie uno scrigno grande il giocatore sarà attaccato da un Squeak e deve fuggire (può anche batterlo ma questo è opzionale).

## Accoglienza
| Testata                            | Giudizio |
| ---------------------------------- | -------- |
| Metacritic (media al 24-06-2022)   | 71/100   |
| GameRankings (media al 09-12-2019) | 72.24%   |
| 1UP.com                            | B-       |
| Edge                               | 6.67/10  |
| Eurogamer                          | 6/10     |
| Famitsū                            | 31/40    |
| Game Informer                      | 7.75/10  |
| GamePro                            | 4/5      |
| GameRevolution                     | C        |
| GameSpot                           | 7.7/10   |
| GameSpy                            | 3.5/5    |
| GameTrailers                       | 6.5/10   |
| IGN                                | 7.8/10   |
| Nintendo Power                     | 7.5/10   |
| Official Nintendo Magazine (UK)    | 70%      |
| X-Play                             | 3/5      |
| The Sydney Morning Herald          | 3.5/5    |

Secondo il sito web aggregatore di recensioni Metacritic, Kirby: Topi all'attacco ha un punteggio di 71/100 basato su 29 recensioni professionali indicando recensioni "contrastanti o nella media". 
I recensori hanno criticato la mancanza di originalità del gioco rispetto al precedente capitolo di Kirby per Nintendo DS, Kirby: L'oscuro disegno. 1UP.com lo definì il più completo titolo a scorrimento laterale di Kirby, che però non si poteva definire una "killer app" come L'oscuro disegno, ma non cercava nemmeno di esserlo. Edge affermò che un titolo semplice e dal design impeccabile. Eurogamer sostenne che chi era alla disperata ricerca di nuovo gioco platform dopo aver completato New Super Mario Bros. poteva provarlo per qualche ora, ma consigliò di aspettare che il prezzo calasse per comprarlo al proprio nipote e che sarebbe stato meglio investire i propri soldi in alcune delle prelibatezze retrò offerte da Virtual Console. La rivista giapponese Famitsū gli ha assegnato un punteggio di tre otto e un sette per un totale di 31 su 40.
Game Informer trovò come pregi la difficoltà e la complessità del level design che miglioravano man mano che il gioco andava avanti. La capacità di Kirby di mangiare all'infinito e assorbire i poteri di ciò che digerisce non era solo invidiabile, ma anche dannatamente divertente. GamePro criticò solamente la sua facilità ma nonostante ciò aveva un fascino ineffabile. GameRevolution invece sostenne che Topi all'attacco era un titolo accettabile e per nulla rivoluzionario ma si poteva trovare di molto peggio in giro. GameSpot affermò che sebbene Kirby: Topi all'attacco trovasse raramente un modo per sfidare il giocatore, era comunque un platform abbastanza intelligente e carino da consigliare alla maggior parte dei possessori di un DS.
GameSpy lo trovò un titolo bello e giocabile, ma la sua semplicità poteva scoraggiare molti giocatori. Secondo GameTrailers tutti i giochi di Kirby dall'originale in poi hanno avuto una sorta di funzionalità per aggiungere un po' di profondità, ma in questo caso non c'era niente del genere. Senza tale innovazione, Topi all'attacco era un ritorno al passato del primo titolo della serie per NES, che semplicemente non era più in grado di reggere, ma poteva essere un successo per i più piccoli. IGN al contrario lo vide come un'evoluzione solida e divertente dello stile platform di HAL con alcuni rompicapo intelligenti e nuovi fantastici nemici e mosse. Anche la modalità battaglia multiplayer era piuttosto fluida. Nintendo Power notò che il gioco non aveva bisogno di un'enorme dose di innovazione per il DS o di ambienti graziosi per renderlo divertente: era una grande avventura e di media difficoltà con un'infinità di varietà di gameplay e rigiocabilità. La testata britannica Official Nintendo Magazine ha assegnato all'edizione europea del gioco un punteggio del 70%.
Il programma televisivo X-Play ha criticato i minigiochi trovandoli scarsi e l'uso non necessario del touchscreen. The Sydney Morning Herald trovò le battaglie contro i roditori ladri che concludevano ogni livello come frenetiche ma presto diventavano ripetitive e non aggiungevano molto al pacchetto, così come la piccola raccolta di semplici minigiochi multigiocatore.
Anche se le recensioni sono state contrastanti, Kirby: Topi all'attacco è riuscito a vendere oltre 2,2 milioni di copie, con un milione di copie vendute solo in Giappone.